# ストリークカメラ
ストリークカメラ（英語: streak camera）は、一瞬の光強度変化とその経過時間を測定するカメラである。超高速パルスレーザの持続時間を測定するのに、あるいは時間分解分光法やLIDARに使用される。
ストリークカメラは、光が受光部を幅方向に横切る時間差をもとに、光の点滅の時間的な側面を受光部上の空間的な表示に変換することで、動作している。まず、光のパルスが細いスリットを通過する。そして、最初に受光部に到着した光子があたった位置と後から到着した光子の位置とのスリット垂直方向の偏差を得る。
結果として生じるイメージは光のストリーク（線条）を形成し、そこから光パルスの持続時間やその他の時間的特性が観測できる。通常、ストリークカメラは、周期的な現象を記録するために、オシロスコープのようにトリガで動作する必要がある。
機械式のストリークカメラは、光線を偏向させるのに回転ミラー又は移動スリットを用いる。それらの時間分解能は、最高スキャン速度によって制限される。
光エレクトロニクス式ストリークカメラは、光電陰極への光の指示（光子があたることによって、光電効果により電子が生成される）によって働く。電子は陰極管で加速され、電子を横方向に偏向させる2枚のプレートが作る電界を通過する。プレート間の電位に変調を与えることで、電子の偏向に時系列的な変化を与えるよう電界は高速に変化し、チューブ端の蛍光スクリーンへ飛ぶ電子を走査する。スクリーン上のストリークパターン、すなわち光パルスの時間的側面を測定するのには、電荷結合素子（CCD）のような線形出力撮像素子が用いられる。
光エレクトロニクス式ストリークカメラの時間分解能は最高およそ100フェムト秒である。これより短いパルスの測定には、光学自己相関や周波数分解光ゲート法（FROG）のような他の技術を要する。
2011年12月、マサチューセッツ工科大学（MIT）のチームは、繰返しパルスレーザとストリークカメラを組み合わせることで得たフレームレートが1兆fpsとなる映像を動画にしてリリースした。